# Lacon
Lacon é uma cidade localizada no estado americano de Illinois, no Condado de Marshall.

## Demografia
Segundo o censo americano de 2000, a sua população era de 1979 habitantes.
Em 2006, foi estimada uma população de 1890, um decréscimo de 89 (-4.5%).

## Geografia
De acordo com o United States Census Bureau, tem uma área de
4,3 km², dos quais 4,2 km² cobertos por terra e 0,1 km² cobertos por água. Lacon localiza-se a aproximadamente 145 m acima do nível do mar.

## Localidades na vizinhança
O diagrama seguinte representa as localidades num raio de 16 km ao redor de Lacon.